# Kadın
Kadın (bra/prt: Força de Mulher) é uma telenovela dramática de televisão turca baseada no drama japonês Woman de 2013, estrelada por Özge Özpirinçci, Feyyaz Duman, Caner Cindoruk e Bennu Yıldırımlar.

## Enredo
A novela acompanha a vida de Bahar, uma jovem viúva de dois filhos, Nisan e Doruk. Seu marido, Sarp, perdeu tragicamente a vida devido a um acidente de balsa alguns anos antes. Bahar é forçada a se mudar para um bairro pobre devido a dificuldades financeiras e conhece Arif e Ceyda. Arif é filho de Yusuf, proprietário do prédio de Bahar. Ceyda, embora inicialmente hostil a Bahar, mais tarde torna-se amiga dela. A mãe distante de Bahar, Hatice, volta depois de 20 anos. 
Enquanto Bahar deseja reacender seu relacionamento com sua mãe, sua meia-irmã ciumenta, Şirin, impede que ela e sua mãe se unam. Para proteger o bem-estar mental de Şirin, Hatice dá as costas a Bahar mais uma vez. Bahar é secretamente apoiada por seu padrasto, Enver, e por sua melhor amiga, Yeliz. A saúde de Bahar piora com o passar do tempo e ela logo descobre que tem anemia aplástica e precisa de um transplante de medula óssea para salvar sua vida. Ela tenta esconder sua condição devido aos problemas financeiros e sociais, mas logo todos descobrem sua doença. Para consternação de Bahar, a medula óssea de sua meia-irmã Şirin é a única doadora compatível, no entanto, Sirin se recusa a cooperar. Enquanto isso, Sarp mostra-se vivo, tendo adotado uma nova vida sob o nome de Alp Karahan; ele é casado com Pırıl, uma socialite rica, e tem filhos gêmeos. Ele é induzido pelo pai de Pırıl, Suat, a acreditar que Bahar e seus filhos morreram há 4 anos, um engano inventado por Şirin. Suat, acreditando em Şirin, cria sepulturas falsas para reforçar ainda mais a mentira. Logo, Sarp encontra Şirin e é revelado que Şirin criou uma intrincada teia de mentiras porque ela é obcecada por Sarp e foi a causa do acidente de balsa de Sarp ao acusá-lo falsamente de assédio sexual. Suat sequestra Şirin para evitar que Sarp saiba que Bahar está vivo. O estado de Bahar piora e ela é hospitalizada. Arif, tendo desenvolvido sentimentos por Bahar, pede-a em casamento. No entanto, Sarp encontra Enver e descobre que Bahar e seus filhos estão vivos e vivendo em condições terríveis. No hospital, ele se reúne com Nisan e Doruk. Ele localiza Şirin e implora que ela volte e faça o transplante. Bahar se recupera e se reúne com Sarp. No entanto, Bahar o rejeita depois de saber de sua nova vida com Pırıl. Enquanto isso, Nezir, cujo filho foi morto acidentalmente por Sarp, trama um plano para sequestrar Bahar para atrair Sarp e matá-lo. No entanto, Sarp escapa com Bahar e as crianças, e consegue evitar os capangas de Nezir; Bahar é forçada a se esconder na casa de Pırıl com seus filhos. Yeliz é morta a tiros pelos capangas de Nezir, e Bahar desmaia ao saber da morte da amiga. Sarp revela a Bahar a verdade sobre o acidente da balsa e como o engano de Şirin e Suat em relação à morte dela o levou a seguir em frente com Pırıl. Bahar, Hatice, Sarp e Arif sofrem um trágico acidente de carro e Hatice morre. Șirin fecha secretamente o fluxo da linha intravenosa conectada a um Sarp adormecido e o mata. Şirin culpa falsamente Arif por suas mortes. Chocado, Bahar completa a última cerimônia de Sarp e Hatice enquanto Arif é preso. 
Três meses depois, Bahar vive pacificamente com os filhos, Arif é libertado da prisão e Enver e Şirin mudam-se para o apartamento abandonado de Sarp. Şirin faz uma lavagem cerebral em Nisan e Doruk fazendo-os acreditar que Arif matou Sarp e Hatice intencionalmente, mas em vão. Enquanto isso, Şirin consegue um emprego em um café pertencente a Emre, que é amigo de infância de Ceyda e pai secreto de Arda (filho autista de Ceyda). É revelado que Arda não é filho biológico de Ceyda e Emre. Eles conhecem seu filho, Satilmiș, mas Ceyda se recusa a aceitá-lo. Satilmiș ganha dinheiro secretamente para manter Arda com eles. Ao descobrir isso, Ceyda desiste e o aceita. Ceyda torna-se cuidadora do paraplégico Raif, filho da famosa escritora Fazilet. Fazilet fica fascinada pela história de vida de Bahar e decide escrever um livro dedicado à sua vida, batizando-o de Kadın (Mulher). Logo, Arif descobre que Sarp foi morto por Șirin após ouvir sua confissão. Șirin é presa pela polícia, que a interna em um hospital psiquiátrico. Enquanto isso, o relacionamento de Arif e Bahar se fortalece à medida que Raif e Ceyda se apaixonam simultaneamente. Bahar-Arif e Ceyda-Raif se casam em uma cerimônia compartilhada. Na conferência de apresentação da autora do livro Kadın (Mulher), Bahar conta como conseguiu sobreviver enfrentando tantas dificuldades. Șirin lê o livro de Bahar e inicialmente rejeita o que fez a Bahar, mas desiste por causa da situação em que se encontra. Finalmente, Bahar e seus filhos são elogiados pelo mundo.

## Exibição
Exibição Original
Estreou na Fox em 24 de outubro de 2017. A série terminou em 4 de fevereiro de 2020, após 81 episódios e três temporadas.
Exibição no Brasil
Chegou ao Brasil primeiro pela plataforma de streaming Max em março de 2023 com o formato de telenovela, contando com 3 temporadas ao todo. A primeira contendo 97 capítulos, a segunda contendo 95 capítulos e a terceira contendo 50 capítulos, totalizando 242 capítulos.
Foi exibida pelo canal fechado TNT Novelas entre 15 de janeiro a 17 de dezembro de 2024, substituindo Meu Lar, Meu Destino. entre os dias 18 de dezembro de 2024 a 03 de janeiro de 2025 foram reapresentados os treze últimos capítulos da terceira temporada até ser substituída por Duas Mulheres, Duas Vidas.
Foi exibida em TV aberta pela Record de 29 de julho de 2024 a 4 de julho de 2025, em 243 capítulos, substituindo A Rainha da Pérsia e sendo substituída por Paulo, o Apóstolo.

## Elenco

### Principal
- Özge Özpirinçci como Bahar Çeşmeli – filha de Hatice; Enteada de Enver; Meia-irmã de Şirin; A primeira viúva de Sarp; Esposa de Arif; Mãe de Nissan e Doruk
  - Su Burcu Yazgı Coşkun como Bahar (criança)
- Caner Cindoruk como Sarp Çeşmeli/Alp Karahan – filho de Julide; Marido de Bahar e Pırıl; Nisan, Doruk, Ali e pai de Ümer
- Bennu Yıldırımlar como Hatice Sarıkadı – esposa de Enver; Mãe de Bahar e Șirin; Avó de Nisan e Doruk
- Seray Kaya como Şirin Sarıkadı – filha de Hatice e Enver; Meia-irmã de Bahar; Amante obsessivo de Sarp
- Şerif Erol como Enver Sarıkadı – viúvo de Hatice; O pai de Sirin; Padrasto de Bahar; Avô de Nisan e Doruk
- Feyyaz Duman como Arif Kara – filho de Yusuf; Meio-irmão de Kismet; Marido de Bahar; Pai adotivo de Nisan e Doruk
- Kübra Süzgün como Nisan Çeşmeli – filha de Bahar e Sarp; Filha adotiva de Arif; Irmã de Doruk; Meia-irmã de Ali e Ümer
  - Dila Nil Yıldırım como Baby Nisan
- Ali Semi Sefil como Doruk Çeşmeli – filho de Bahar e Sarp; Filho adotivo de Arif; Irmão de Nissan; Meio-irmão de Ali e Ümer

### Elenco de Apoio
- Gökçe Eyüboğlu como Ceyda Aşçıoğlu: vizinho e amigo de Bahar; Esposa de Raif; Ex-noiva de Emre; A mãe de Satilmiş; A mãe adotiva de Arda
- Ayça Erturan como Yeliz Ünsal: a melhor amiga de Bahar; Mãe de Asli e Tunç
- Sinan Helvacı como Raif Aşçıoğlu: filho de Fazilet; Marido de Ceyda; Pai adotivo de Satilmiș e Arda
- Hümeyra como Fazilet Aşçıoğlu: Um escritor; A mãe de Raifa
- Ece Özdikici / Pinar Çağlar Gençtürk como Dr. Jale Demir: médico de Bahar; Esposa de Musa; A mãe de Bora
- Ahu Yağtu como Pırıl Çeşmeli: filha de Suat; Ex-noiva de Mert; A segunda viúva de Sarp; Mãe de Ali e Ümer
- Devrim Özder Akın como Musa Demir: marido de Jale; O pai de Bora
- Demir Beyitolgu como Bora Demir: filho de Musa e Jale; O melhor amigo de Doruk
- Elif Naz Emre como Elif: colega de classe de Nisan
- Ayça Melek Gülerçe como Așli: filha de Yeliz; Irmã de Tunç; Amigo de Nisan e Doruk
- Kaan Şener como Tunç: filho de Yeliz; Irmão de Așli; Amigo de Nisan e Doruk
- Mehetan Parıltı como Satilmiş Aşçıoğlu: filho de Emre e Ceyda; Filho adotivo de Raif; Irmão adotivo de Arda; Amigo de Nisan e Doruk
- Kerem Yozgatli como Arda Aşçıoğlu: filho adotivo de Ceyda e Raif; Irmão adotivo de Satilmiş; Amigo de Nisan e Doruk (2018–2020)
- Eren İkizler como Ali Çeșmeli: filho de Sarp e Pırıl; Meio-irmão de Nisan e Doruk
- Emre İkizler como Ümer Çeșmeli: filho de Sarp e Pırıl; Meio-irmão de Nisan e Doruk
- Hakan Kurtaş como Cem Bey: ex-marido de Kismet; Ex-chefe de Bahar e Ceyda (2019-2020)
- Tuğçe Altuğ como Kismet Avcı: Advogado; Filha de Yusuf; Meia-irmã de Arif; Ex-mulher de Cem
- Oktay Gürsoy como Dr. Sinan: amigo de Jale; Médico de Bahar
- Yaşar Uzel como Yusuf Kara: pai de Arif e Kismet; Proprietário de Bahar
- Ahmet Rıfat Şungar como Emre: primo de Idil; Ex-noivo de Ceyda; O pai de Satilmiş
- Sinem Uçar como Ferdane: amiga e simpatizante de Bahar em seu antigo local de trabalho
- Busra İl como Idil: primo de Emre; Inimigo de Şirin
- Sahra Şaş como Berşan: ex-noiva de Arif
- Resit Berker Enhos como Ziya: professor de arte de Şirin
- Semi Sırtıkkızıl como Levent: noivo de Şirin
- Gazanfer Ündüz como Suat: pai de Pırıl; Avô de Ali e Ümer
- Şebnem Köstem como Jülide Çesmeli: mãe de Sarp; Nisan, Doruk, Ali e avó de Ümer
- Hakan Karahan como Nezir Korkmaz: pai de Mert; Um chefe do submundo
- Eray Cezayirlioglu como Mert Korkmaz: filho de Nezir; Ex-noivo de Piril
- Rana Cabbar como Seyfullah: pai de Umran
- Caner Çandarlı como Münir: guarda-costas de Sarp
- Melih Çardak como Hikmet: chefe de Ceyda; Marido de Umran
- Canan Karanlık como Ümran: esposa de Hikmet
- Selim Aygün como Peyami: secretário de Hikmet
- Sevinç Meşe como Füsun: namorada de Sinan

## Visão geral da série
| Temporada | Temporada | Episódios | Episódios | Originalmente exibido | Originalmente exibido  |
| Temporada | Temporada | Episódios | Episódios | Estreia da temporada  | Final da temporada     |
| --------- | --------- | --------- | --------- | --------------------- | ---------------------- |
|           | 1         | 32        | 32        | 24 de outubro de 2017 | 5 de junho de 2018     |
|           | 2         | 32        | 32        | 2 de outubro de 2018  | 28 de maio de 2019     |
|           | 3         | 17        | 17        | 1 de outubro de 2019  | 4 de fevereiro de 2020 |

## Repercussão

### Audiência

#### No Brasil
A primeira temporada estreou com 4,8 pontos, fechando na vice-liderança, apesar de ter tido forte concorrência com A Caverna Encantada, que registrou 4,2 pontos. A partir do segundo capítulo em diante, passou a consolidar médias na casa dos 5 e 6 pontos e se firmando na segunda posição do Kantar IBOPE Media, referentes à Região Metropolitana de São Paulo, chegando a registrar números entre 7 e 8 pontos, atingindo a máxima de 10 pontos de pico, se transformando até então no folhetim turco de maior sucesso desde Mil e Uma Noites. Seu primeiro maior índice foi de 8,9 pontos, registrado em 10 de outubro de 2024. Logo depois, registrou 9,3 pontos e pico de 10 em 30 de outubro, repetindo a marca em 4 de dezembro, agora, chegando aos 11 de pico. Além disso, a novela também havia se tornado um fenômeno de repercussão, abrindo discussões sobre a rotina de mães solteiras no país. No dia 10 de março de 2025, registrou o seu maior índice com 10,5 pontos, mesmo iniciando mais cedo que o seu horário habitual por conta da transmissão do clássico Choque-Rei pelo Paulistão 2025.
O último capítulo registrou 9,1 pontos, pico de 9,8 e share de 14,2%, fechando na vice-liderança com folga. Teve média geral de 8 pontos, apresentando o melhor desempenho do horário nobre desde a primeira temporada de Reis.

## Prêmios e indicações
| Ano  | Prêmio                  | Categoria                             | Trabalho                      | Resultado |
| ---- | ----------------------- | ------------------------------------- | ----------------------------- | --------- |
| 2018 | Tokyo Drama Awards      | Prêmio Especial (Dramas Estrangeiros) | Kadın                         | Venceu    |
| 2018 | Golden Butterfly Awards | Melhor Atriz                          | Özge Özpirinçci               | Venceu    |
| 2018 | Golden Butterfly Awards | Melhor Ator Infantil                  | Kübra Süzgün e Ali Semi Sefil | Venceu    |
| 2018 | Golden Butterfly Awards | Melhor Série de TV                    | Kadın                         | Indicado  |
| 2018 | Golden Butterfly Awards | Melhor Compositor                     | Cem Tuncer                    | Indicado  |
| 2018 | Golden Butterfly Awards | Melhor Roteiro                        | Hande Altaylı                 | Indicado  |
| 2018 | Golden Butterfly Awards | Melhor Diretor                        | Nadim Güç                     | Indicado  |